# Elecciones municipales de 2019 en Valdemoro
Las elecciones municipales de 2019 se celebraron en Valdemoro el domingo 26 de mayo, de acuerdo con el Real Decreto de convocatoria de elecciones locales en España dispuesto el 1 de abril de 2019 y publicado en el Boletín Oficial del Estado el día 2 de abril. Se eligieron los 25 concejales del pleno del Ayuntamiento de Valdemoro, a través de un sistema proporcional (método d'Hondt), con listas cerradas y un umbral electoral del 5 %.

## Resultados
Tras las elecciones, el PSOE se proclamó ganador con 9 escaños, cuatro más que en la anterior legislatura, Ciudadanos consiguió 7 escaños, uno más que en la anterior legislatura; el Partido Popular resultó el gran vencido al solo conseguir 3 escaños, dos menos que en la anterior legislatura, Vox entró por primera vez en el consistorio con 5 escaños y Más Madrid Valdemoro irrumpió por primera vez en el consistorio con un escaño.
| Candidatura                                                   | Candidatura                                                   | Candidato                       | Votos  | %                                       | Escaños                                 |
| ------------------------------------------------------------- | ------------------------------------------------------------- | ------------------------------- | ------ | --------------------------------------- | --------------------------------------- |
|                                                               | Partido Socialista Obrero Español (PSOE)                      | Serafín Faraldos Moreno         | 9588   | 28,57                                   | 9                                       |
|                                                               | Ciudadanos-Partido de la Ciudadanía (Cs)                      | Sergio Parra                    | 8115   | 24,18                                   | 7                                       |
|                                                               | Vox (Vox)                                                     | Antonio Corrales Sánchez        | 5450   | 16,24                                   | 5                                       |
|                                                               | Partido Popular (PP)                                          | David Conde Rodríguez           | 3883   | 11,57                                   | 3                                       |
|                                                               | Más Madrid Valdemoro (MMV)                                    | Javier Carrillo Castaño         | 1752   | 5,22                                    | 1                                       |
| Podemos                                                       | Podemos                                                       | José Antonio Jiménez Muñoz      | 1523   | 4,54                                    | 0                                       |
| Proyecto Transparencia Utilidad y Distribución (Proyecto TUD) | Proyecto Transparencia Utilidad y Distribución (Proyecto TUD) | Antonio José González Rodríguez | 1380   | 4,11                                    | 0                                       |
| Ganemos Ahora Valdemoro (GAH-LIH-LV)                          | Ganemos Ahora Valdemoro (GAH-LIH-LV)                          | Nuria Triguero Palomares        | 1059   | 3,16                                    | 0                                       |
| Izquierda Unida-Madrid en Pie                                 | Izquierda Unida-Madrid en Pie                                 | Miguel Rosa Fernández           | 590    | 1,76                                    | 0                                       |
| Votos en blanco                                               | Votos en blanco                                               | Votos en blanco                 | 225    | 0,67                                    | n/a                                     |
| Votos válidos                                                 | Votos válidos                                                 | Votos válidos                   | 33.340 | 100,00                                  | 25                                      |
| Votos nulos                                                   | Votos nulos                                                   | Votos nulos                     | 246    | Participación: · \| \| 64,80 % \| 0,85% | Participación: · \| \| 64,80 % \| 0,85% |
| Votantes                                                      | Votantes                                                      | Votantes                        | 33.811 | Participación: · \| \| 64,80 % \| 0,85% | Participación: · \| \| 64,80 % \| 0,85% |
| Electores                                                     | Electores                                                     | Electores                       | 52.180 | Participación: · \| \| 64,80 % \| 0,85% | Participación: · \| \| 64,80 % \| 0,85% |
|                                                               | 64,80 %                                                       |                                 |        |                                         |                                         |

## Concejales electos
| N.º | Nombre                           | Lista | Lista |
| --- | -------------------------------- | ----- | ----- |
| 1   | Serafín Faraldos Moreno          |       | PSOE  |
| 2   | Sergio Parra Perales             |       | Cs    |
| 3   | Antonio Corrales Sánchez         |       | Vox   |
| 4   | María Rosa Cabezón Bausán        |       | PSOE  |
| 5   | Marta Blázquez García            |       | Cs    |
| 6   | David Conde Rodríguez            |       | PP    |
| 7   | Vicente López Peláez Roncero     |       | PSOE  |
| 8   | José Manuel Sánchez Serna        |       | Vox   |
| 9   | Raquel Cadenas Porqueras         |       | Cs    |
| 10  | María Lucía Cañizares Campillo   |       | PSOE  |
| 11  | Ángel Díaz-Flores García         |       | Cs    |
| 12  | Josefina Nieto Jiménez           |       | PP    |
| 13  | Manuel Zarza Muñoz               |       | PSOE  |
| 14  | Ana Díez del Arco                |       | Vox   |
| 15  | Javier Carrillo Castaño          |       | MMV   |
| 16  | Virgilio Velayos García          |       | Cs    |
| 17  | Patricia Carrasco Ramírez        |       | PSOE  |
| 18  | Inés María Martín García Rodrígo |       | Vox   |
| 19  | Julio César Ocaña Navarro        |       | PSOE  |
| 20  | Joaquina Guerrero Parro          |       | Cs    |
| 21  | José Javier Cuenca Alcázar       |       | PP    |
| 22  | Alicia López Polo                |       | PSOE  |
| 23  | Raquel Gutiérrez Jiménez         |       | Cs    |
| 24  | Héctor Manuel Cotta Pollo        |       | Vox   |
| 25  | José Luis González Moreno        |       | PSOE  |